# Аньези, Мария Тереза
Мария Тереза Аньези (итал. Maria Teresa Agnesi Pinottini; 17 октября 1720, Милан — 19 января 1795, там же) — итальянская пианистка и композитор. Младшая сестра знаменитой женщины-математика Марии Гаэтаны Аньези.

## Биография
Мария Тереза Аньези наиболее прославилась своими произведениями, хотя она также прекрасно играла на клавесине и пела. Большинство дошедших до нас произведений предназначены для исполнения на клавишных музыкальных инструментах, а также для голоса соло или с сопровождением.
Она родилась в Милане в аристократической семье Пьетро Аньези. Вместе со своей старшей и более знаменитой сестрой, Марией Гаэтаной, она рано получила образование. Мария Гаэтана была одаренным математиком, владела многими иностранными языками. В то время как она читала лекции, разъезжая по всей Европе, Мария Тереза выступала с концертами. Мария Тереза вышла замуж за Пьера Антонио Пинотти 13 июня 1752 года и поселилась с мужем в районе, где жили художники и интеллектуалы. Однако, в конце концов, семья разорилась, вскоре после чего умер Пинотти.

## Карьера
О Марии Терезе известно немного. Нет сведений о её образовании и учителях, а также почти нет точных данных  о времени написания её произведений. Многие из её сочинений были утеряны, хотя имеются сведения о том, что они когда-то существовали. Движение за права женщин было более распространено в Вене и Дрездене, чем в её родном Милане, так что Мария Тереза смогла сделать успешную карьеру и найти более благодарную публику в этих городах, чем у себя на родине в Милане.
Мария Тереза дала несколько знаменитых выступлений, возможно, самое знаменитое 16 июля 1739 года, когда её музыка произвела неизгладимое впечатление на известного французского путешественника Шарля де Броссе. И он не был одинок; граф Джероламо Риккати прислал ей хвалебные письма, в которых восхищался её произведениями и музыкальным талантом. Её театральный дебют так же стал известным событием. Это была пасторальная кантата Il Ristoro d'Arcadia, поставленная в Милане в Teatro Regio Ducal в 1739 году. В числе её покровителей были императрица Мария-Терезия и Мария-Антония Вальпурга, вдова курфюрста Саксонии, которая сама была талантливым композитором. Есть сведения, что императрица пела на одном из концертов Марии Терезы в 1747 году.

## Наследие
Сегодня музыка Аньези редко исполняется. Её клавишная музыка, часто технически трудная для исполнения, не всегда оригинальна. Музыка Аньези совершенствовалась на протяжении её музыкальной деятельности. Её ранние работы довольно просты, в то время как её поздние произведения отличаются большей виртуозностью, сложностью и мелодраматизмом.

## Оперы и другие произведения

### Драматические произведения (для оперы)
- II Restauro di Arcadia (cant. pastorale, G. Riviera), Milan, Teatro Regio Ducal, 1747 (утеряно)
- La Sofonisba (dramma eroico, 3, G.F. Zanetti)
- Ciro in Armenia (dramma serio, 3, Agnesi), Milan, Teatro Regio Ducal, 26 Dec 1753, Act 3 frags.
- Il re pastore (dramma serio, 3, P. Metastasio), 1755
- La Insubria Consolata (Componimento drammatico, 2), Milan, 1766-Nitocri (dramma serio, 3, A. Zeno), Act 2 frags.
- Ulisse in Campania (serenata, 2)

### Другие (для клавишных, малочисленных ансамблей и голоса)
- 12 arias
- Aria en Murki: Still, stille Mann!,
- 4 concs. (F, F, F, D) (str pts missing in A-Wn, D-Dl), 1 cited in 1766 Breitkopf catalogue
- Sonata, G, cited in 1767 Breitkopf catalogue (1998)
- Sonata, F (1992)
- Allegro ou Presto
- Allemande militare & Menuetto grazioso, kbd (with special stops), ed. F. Brodszky, -Thesaurus Musicus, xvii (1962)
- Утеряно: conc., Eâ, hpd, cited in 1766 Breitkopf catalogue; sonata, G, kbd, cited in 1767—Breitkopf catalogue; Airs divers

## Дискография
- Hofkomponistinnen in Europa: Aus Boudoir und Gärten, Vol. 2
- Соната для Клавесина в соль мажоре
- Компакт-диск “Note Femminill” - Концерт